# Tu'e Xiang
Tu'e Xiang (kinesiska: 兔峨, 兔峨乡) är en socken i Kina. Den ligger i provinsen Yunnan, i den sydvästra delen av landet, omkring 380 kilometer väster om provinshuvudstaden Kunming. Antalet invånare är 17 977. Befolkningen består av 8 027 kvinnor och 9 950 män. Barn under 15 år utgör 21,0 %, vuxna 15-64 år 71 %, och äldre över 65 år 6,0 %.
Genomsnittlig årsnederbörd är 1 017 millimeter. Den regnigaste månaden är juli, med i genomsnitt 280 mm nederbörd, och den torraste är november, med 9 mm nederbörd.